# 萊昂納多·卡佩齊
萊昂納多·卡佩齊（義大利語：Leonardo Capezzi；1995年3月28日—）是一位意大利足球運動員。在場上的位置是中場。現效力於意乙球隊佩魯賈。他曾效力於意大利足球乙級聯賽球隊瓦雷澤足球俱樂部。